# Stendhal
Stendhal, właśc. Marie-Henri Beyle (ur. 23 stycznia 1783 w Grenoble zm. 23 marca 1842 w Paryżu) – francuski pisarz romantyk, prekursor realizmu w literaturze, wolnomularz.

## Życiorys
Pochodził z rodziny urzędniczej. W 1786 urodziła się jego siostra, Pauline, z którą przez całe życie łączyły go bliskie związki, a w 1788 na świat przyszła młodsza siostra, Zenaide. W siódmym roku życia stracił matkę. Ojciec, Cherubin Beyle, nie potrafił zająć się dzieckiem, wobec czego trudu wychowania podjął się dziadek ze strony matki, dr Gagnon. W 1792 guwernerem Stendhala został jezuicki ksiądz, Raillane. W 1796 został uczniem École Centrale w Grenoble.
Jesienią 1799 r. utalentowany matematycznie Beyle wyjechał do Paryża na studia matematyczne na École polytechnique, lecz nie przystąpił do egzaminów. Dzięki staraniom kuzyna, Pierre Daru, został zatrudniony w Ministerstwie Wojny. Rok później zaciągnął się do armii Napoleona walczącej we Włoszech. W Mediolanie siedemnastoletni Beyle został zauroczony włoską kulturą.
W 1801 wrócił do Paryża, by stać się, jak napisał, drugim Molierem. Rozpoczął pierwsze próby literackie. W 1805 Beyle zakochał się w Melanie Guilbert. By się utrzymać otworzył sklep. Interes jednak słabo prosperował i trudna sytuacja materialna zmusiła go do powrotu do armii. W 1810 po kampaniach w Niemczech i Austrii wrócił do Paryża. Dostał stanowisko audytora w Radzie Państwa, a potem inspektora.
W 1811 przebywał we Włoszech w Mediolanie, gdzie został kochankiem Angeli Pietragui, którą poznał podczas pierwszego pobytu w tym kraju, w trakcie kampanii włoskiej. We wrześniu 1811 Beyle zwiedził Bolonię, Florencję, Rzym i Neapol. Z pobytem we Florencji wiąże się zresztą jego niedyspozycja, a podobne zaburzenia potem zostaną przez psychiatrię nazwane syndromem Stendhala. W 1812 rozpoczął pracę nad Historią malarstwa we Włoszech. Manuskrypt pracy Stendhal zgubił w czasie ucieczki wojsk napoleońskich spod Moskwy, w której znalazł się w sierpniu 1812. Książka została odtworzona w 1815 i wydana w 1817. W 1815 roku Beyle rozstał się z Angelą Pietraguą. W 1817 wyszedł jego przewodnik Rzym, Neapol i Florencja, który opublikował pod pseudonimem Stendhal. W 1819 Stendhal spotkał we Włoszech kobietę, którą obdarzył nieodwzajemnionym uczuciem, Mathildę Dembowski, Włoszkę, żonę polskiego generała Jana Dembowskiego, z którym była w separacji. Ten niespełniony związek był inspiracją do napisania książki O miłości. W 1821 wskutek podejrzeń o szpiegostwo został zmuszony do opuszczenia Mediolanu i rozstał się z Mathilde Dembowski.
Debiut literacki Stendhala przypadł na rok 1814. Wtedy to wydał książkę O Haydnie, co skończyło się skandalem, bowiem autor został posądzony o plagiat. Kolejne pozycje Rzym, Neapol i Florencja, oraz Historia malarstwa we Włoszech przeszły bez echa. W 1821 z powodów politycznych opuścił Włochy. Pobyt w Paryżu przyniósł kolejne niedocenione publikacje. Po rewolucji lipcowej został konsulem francuskim w Trieście. Powstała tam jego najbardziej znana powieść Czerwone i czarne, która z powodu krytyki Kościoła oraz ukazaniu Boga jako „złośliwego despoty” trafiła w 1864 r. na indeks ksiąg zakazanych.

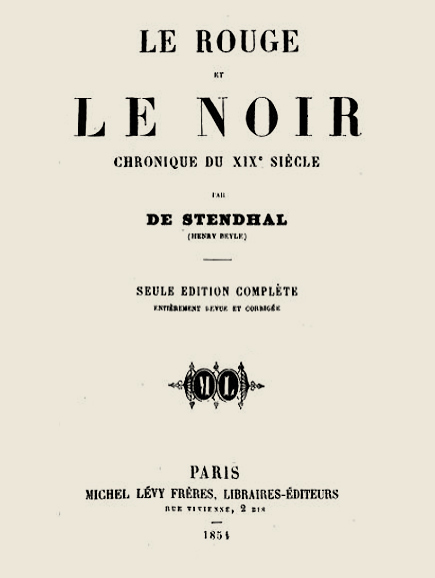
Strona tytułowa powieść Czerwone i Czarne we francuskim wydaniu z 1854 roku

Wskutek zabiegów wrogiego mu rządu Austrii został przeniesiony na stanowisko konsula do Rzymu. Napisał tam drugą swoją najpopularniejszą powieść: Pustelnię parmeńską. Była to pierwsza, a zarazem ostatnia książka Stendhala, która została doceniona (głównie dzięki pochwalnemu artykułowi Balzaca w paryskiej prasie). Stendhal zmarł w samotności i zapomnieniu. Na jego paryskim grobowcu wyryto epitafium, które sam sobie ułożył:
Mediolańczyk

## Twórczość
Stendhal wyprzedzał swoją epokę – jego twórczość była rozumiana przez nielicznych żyjących w jego czasach ludzi (sam mawiał: Zrozumieją mnie około roku 1880). Pod koniec XIX wieku zaczęto na nowo interesować się jego dziełami. Jego styl często określany jest jako jasny i precyzyjny w wyrażaniu myśli. Ponadto charakteryzuje się głębią portretów psychologicznych bohaterów. Mimo iż żył w epoce romantyzmu, jest uznawany za wybitnego twórcę realizmu. Jego powieści to zlepki wątków miłosnych i społecznych. W Czerwonym i czarnym sformułował koncepcję powieści-zwierciadła (padają tam słynne słowa: ...powieść to jest zwierciadło które obnosi się po gościńcu. To odbija lazur nieba, to błoto przydrożnej kałuży), a następnie rozwinął ją w Pustelni parmeńskiej. Jego bohaterów łączy podobna postawa wobec życia, którą krytycy określają mianem beylizmu.

## Najważniejsze dzieła
- Historia malarstwa we Włoszech (1817)
- Rzym, Neapol i Florencja (1817)
- O miłości (1822)
- Racine i Szekspir (1823)
- Armancja (1827) – powieść
- Czerwone i czarne (Le Rouge et le noir) (1830) – powieść
- Różowe i zielone (Le Rose et le vert) (1837) – powieść
- Wspomnienia pewnego turysty (1838)
- Pustelnia parmeńska (La Chartreuse de Parme) (1839) – powieść
- Kroniki włoskie (1839)
- Lamiel (Lamiel) (1889)
- Życie Henryka Brulard (Vie de Henry Brulard) (1890) – powieść autobiograficzna
- Lucjan Leuwen (1894)
- Pamiętnik egotysty (Souvenirs d’egotisme) (1892) – powieść autobiograficzna

## Upamiętnienie
W Grenoble, w dawnym Hôtel de Lesdiguières (później pełnił rolę ratusza) znajduje się Muzeum Stendhala. W historycznych wnętrzach gromadzi ono bogate zbiory ikonograficzne (portrety, grafiki, medale, rzeźby i in.) związane z pisarzem.